# بطم فلسطيني
البطم الفلسطيني (باللاتينية: Pistacia palaestina) نوع شجري معمر يتبع جنس البطم وينتمي إلى الفصيلة البطمية (باللاتينية: Anacardiaceae). موطنه الأصلي المشرق العربي وبالأخص المناطق الجبلية في غرب بلاد الشام.

## الوصف النباتي
شجرة معمرة نفضية يصل ارتفاعها إلى 10 متر. الساق متعددة ولا سيما عند الأشجار الفتية. محور الأوراق موبر. الأوراق ريشية مركبة من 4-5 أشفاع، زوجية بدون وريقة انتهائية غالباً. الوريقات سميكة ولكنها ليست جلدية، بلون أخضر والتعصيب بلون فاتح، شبه لاطئة، النهاية العلوية للوريقات مستدقة الشكل تنتهي بشعرة. الثمار بيضوية مضغوطة، بنية مزرقة.

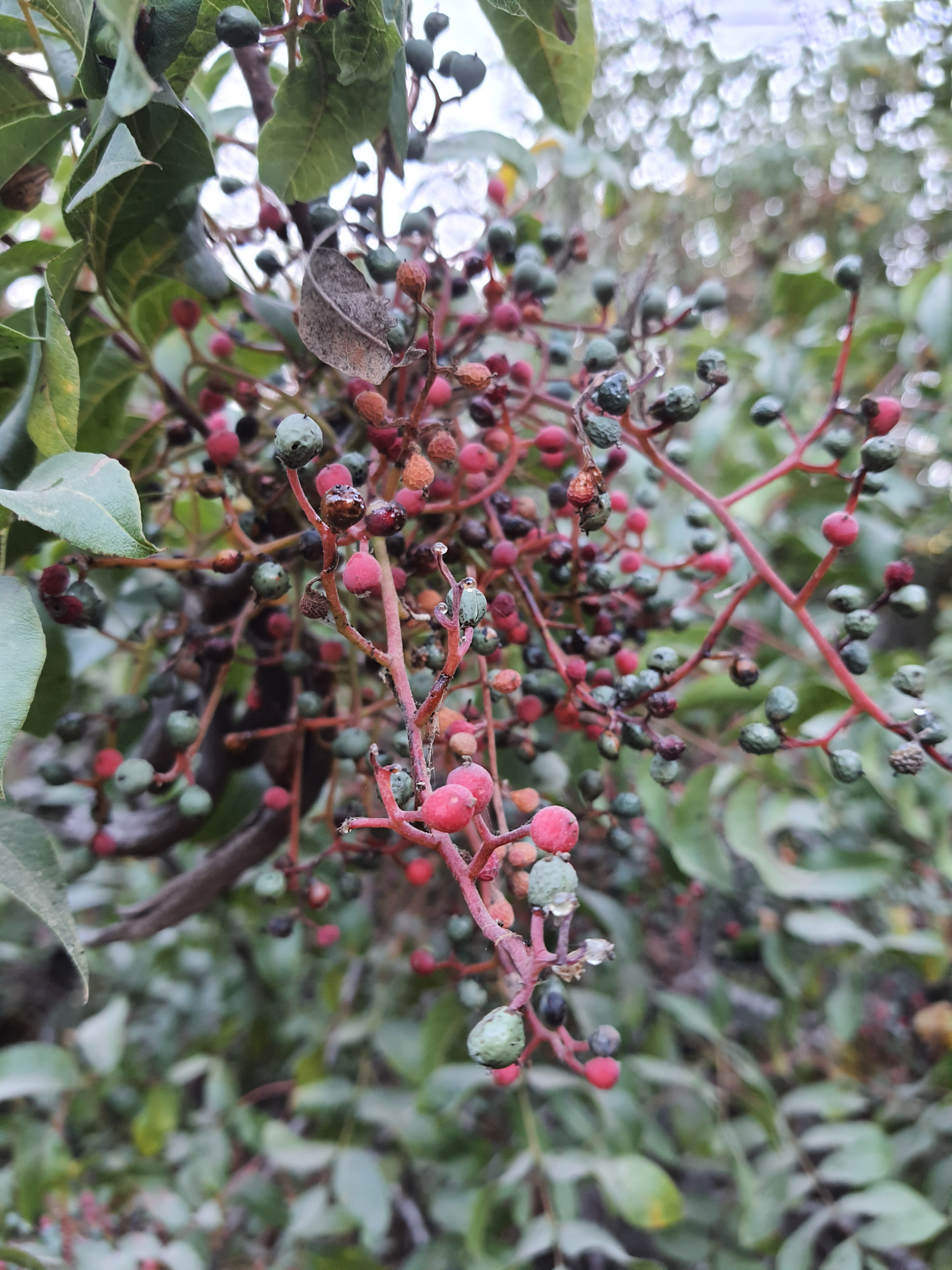
ثمار شجرة البطم الفلسطيني وهي من الأشجار الحرجية التي تنتشر بشكل كبير في فلسطين